# Foli (baix cantant)
Foli (Cair, 1835 - Southport, 1898) fou un cantant anglès. Deixeble de Bisaccia a Nàpols, debutà a Catània el 1862, actuant seguidament amb extraordinari èxit a Torí, Mòdena, Milà i en els italians de París. Fou un dels millors baixos de l'època brillant assolida per l'òpera italiana, així com intèrpret excel·lent de música de concert. Va recórrer amb èxit ininterromput els principals teatres d'Europa i Amèrica.